# Pectinatella magnifica
Pectinatella magnifica, das auch als Schwammartiges Moostierchen bezeichnet wird, ist ein Süßwassermoostierchen, dessen ursprüngliches Verbreitungsgebiet in Nordamerika liegt. Es wurde zu einem unbekannten Zeitpunkt auch nach Mitteleuropa eingeführt (Erstnachweis 1883) und kommt inzwischen auch in Japan und Korea vor.

## Merkmale
Pectinatella magnifica bildet sehr große Kolonien, die 30 Zentimeter lang, 20 Zentimeter dick und über einen Kilogramm schwer werden können. Vereinzelt wurden auch von Kolonien mit Durchmessern von einem bis zwei Metern berichtet. Von der äußeren Erscheinung her ähneln diese Kolonien den Schwämmen, sind jedoch nicht mit dieser Tiergruppe verwandt.
Die Kolonien treiben frei im Wasser oder können an ein festes Substrat angewachsen sein. Sie sind gelatinös und schleimig. Ihr Inneres besteht zu 99 % aus Wasser. Die Kolonieoberfläche besteht aus einzelnen Rosetten, die ihrerseits aus 12 bis 18 Einzeltieren (Zooide) bestehen. Jedes Einzeltier ist winzig und filtert mit einem Kranz von 60 bis 80 Tentakeln planktonische Organismen aus dem Wasser. Pectinatella magnifica kommt hauptsächlich in stehenden Gewässern vor, optimal sind Temperaturen über 20 °C. Vereinzelte Berichte über das Auftreten der Moostierchen in Fließgewässern liegen vor. Bei ungünstigen Lebensbedingungen werden Dauerstadien (Statoblasten) gebildet. Diese sind kugelig, bei einem Durchmesser von einem Millimeter und haften mit 10 bis 12 Häkchen am Untergrund.

## Parasiten
Für die Art sind zu den Microsporidien gehörende Parasiten bekannt wie Trichonosema pectinatellae und Trichonosema algonquinensis. Sie verursachen weiße kugelförmige Wucherungen im Gewebe der Moostierchen.

## Einschleppung nach Europa
Die Art gilt aufgrund ihres Verbreitungsmusters (Vorkommen vor allem in Häfen und entlang von Schifffahrtsrouten) und der Tatsache, dass sie sich auch aktuell weiter ausbreitet (seit 1990 z. B. nach Frankreich und nach Tschechien) als Neueinwanderer (Neozoon) in Europa. Die tatsächliche Einschleppung ist allerdings nicht dokumentiert und wurde auch schon bezweifelt.

## Belege